# Nicolae Vermont
Nicolae Vermont (Bacău, 1866-Bucarest, 1932) fue un pintor rumano.

## Biografía
Nacido el 28 de septiembre de 1866 en Bacău, en 1882 ingresó en la Escuela de Bellas Artes de Bucarest. Se graduó en la Academia de Múnich con los profesores Kaulbach y Löfftz y luego, en 1895, ingresó en el estudio Maillart de París.
Entre sus principales cuadros Dimitrie R. Rosetti cita Orfelinele (1890), Emigraţii (1891) y Târgul Moșilor, comprados por el Estado rumano. Pintó la catedral de Cernavodă y las iglesias de Rucăr y Fundeni. Falleció en 1932 en Bucarest.